# 한성지
한성지(韓盛治, 1979년 7월 10일~)는 대한민국의 배우이다. 분야는 뮤지컬이며 일본에서 활동하고 있다.